# Возвращение кота
«Возвраще́ние кота́» (яп. 猫の恩返し Нэко но онгаэси, досл. «Кошачья благодарность») — полнометражный аниме-фильм режиссёра Хироюки Мориты. Снят студией Studio Ghibli в 2002 году. Это третья полнометражная работа студии (после аниме-фильмов «Здесь слышен океан» и «Шёпот сердца»), режиссёром которой был не Хаяо Миядзаки или Исао Такахата. «Кошачью благодарность» снимали как адаптацию манги Аой Хиираги.
В 2003 году «Возвращение кота» получил прокатное удостоверение в России, выпуском занималась фирма «Централ Партнершип». Мировые кассовые сборы составили 54,5 млн долларов.

## Название
Существуют английские переводы названия «The Cat Returns» (в переводе с англ. — «Кот воздаёт»; может быть переведено и как «Кот возвращается») и «Baron, The Cats Repay a Kindness» (в переводе с англ. — «Барон: Коты вознаграждают за доброту»). Неофициальный перевод «Кошачья благодарность» основывается на словарном значении выражения «онгаэси о суру» (恩返しをする): «отблагодарить». Линли Стэйс, автор ресурса Slap Happy Larry, пишет, что в самой Японии слово «онгаэси» воспринимается как несколько устаревшее и поэтичное и что его точное значение передать непросто. Она также добавляет, что у японцев название фильма может вызывать ассоциации с народной сказкой «Журавлиная благодарность» («Цуру но онгаэси»). С другой стороны, один из главных персонажей — Кот Барон, встречается ранее в аниме «Шёпот сердца».

## Сюжет
Однажды Хару возвращалась из школы с подругой по имени Хироми и заметила красивого тёмно-серого кота с золотой цепочкой на шее, несущего в зубах золотистую коробочку, перевязанную алой ленточкой. Удивлённые подруги стали за ним наблюдать, и увидели, как кот, переходя дорогу, нечаянно выронил коробочку и пытается её поднять, не замечая несущийся на него грузовик. Хару спасла кота, вынеся его при помощи сачка с проезжей части перед затормозившим грузовиком. Кот, встав на задние лапы и отряхнувшись, как человек, вежливо поблагодарил её за спасение, и, улыбнувшись, низко поклонился. Ночью Хару проснулась от кошачьего мяуканья, вышла на улицу и увидела длинную процессию кошек, идущих на задних лапах; некоторые из кошек несли фонари и музыкальные инструменты. В середине процессии находилась тачка с лежанкой, на которой везли огромного пушистого кота с большим синим сапфиром в золотой оправе на лбу. По обе стороны от тачки шли кот в мантии и пенсне и кошка со свитком в лапах. Кот в мантии и пенсне подозвал Хару и представил ей кота в тачке, оказавшегося «Королём Кошачьего Королевства — Королём Среди Королей — Королём Котов», после чего пояснил, что она спасла Принца. Кошачий Король поблагодарил девочку за спасение его сына, а кошка вручила ей свиток, перевязанный синей ленточкой, и торжественно провозгласила: «С завтрашнего дня снизойдут на Вас бесчисленные благодати!».
С утра все так и происходит, но с одной особенностью — от кошек приходят кошачьи благодати: помимо множества сачков взамен сломанному возле дома Хару появляются густая поросль из кошачей мяты, а также целая свора мышей в её школьном шкафчике, кроме того, по улице её начинают преследовать стаи кошек. В итоге, приходит кошка-секретарь и говорит о последнем великом даре, что хочет преподнести Кошачий Король — забрать Хару в Кошачье Королевство, и, сделав её кошкой, выдать замуж за Принца. Естественно, девочку не устраивает такой расклад. Но какой-то приятный голос подсказывает ей, что необходимо сделать: найти большого белого кота, который приведёт её в Кошачью Канцелярию, где ей поможет некий Барон.

## Персонажи

### Основные
Хару Ёсиока (яп. 吉岡ハル Ёсиока Хару) — добрая, но немного неловкая и стеснительная девушка. Она живёт вместе со своей мамой. Хару не умеет распоряжаться временем, поэтому часто опаздывает в школу и не успевает завершить свои дела (интересно, что у неё возле кровати стоит будильник в виде пятнистой коровы, а у её мамы — в виде розового поросёнка). Судя по необычной клюшке играет в лякросс. Она с детства любит кошек и, возможно, понимает кошачий язык (по крайней мере, так думает её мама, после того, как Хару накормила брошенного котёнка тайяки — печеньем в форме рыбок). Хару не считает себя красавицей, но мечтает обратить на себя внимание одноклассника по имени Масида, не замечающего её и встречающегося с красивой девушкой. Хару дружит со своей одноклассницей Хироми, с которой она проводит много времени вместе. Возможно, испытывает романтические чувства к Барону, и, прощаясь с ним в финале, говорит ему: «Барон, я, возможно, в тебя влюбилась» (яп. バロン私あなたの事が好きになちゃったかも).
Сэйю: Тидзуру Икэваки
Барон Гумберт фон Зиккинген (яп. バロン / フンベルト・フォン・ジッキンゲン Барон, Фунбэруто фон Дзиккингэн) — частный детектив из «Кошачьей канцелярии». Является ожившей статуей кота из аниме «Шёпот сердца», имеет человеческое тело с кошачьей головой. Носит наглухо застёгнутую одежду и перчатки, часто берёт с собой цилиндр и трость, которой умеет отлично фехтовать. Любит специальный сорт чая, который каждый раз имеет разный вкус. Он очень деликатен, лаконичен и имеет хорошие манеры, никогда не бывает в замешательстве и всегда знает выход из любой ситуации. Прекрасно ладит со своим напарником по Канцелярии, Мута. В конце фильма Барон признаётся Хару во взаимном чувстве.
Сэйю: Ёсихико Хакамада

### Второстепенные
Ринальдо Мун (Мута) (яп. ムタ / ルナルド・ムーン Мута, Рунарудо Му:н) — огромный, слоноподобный кот. Любит поесть и отличается огромной силой. Помощник Барона, также работающий в «Кошачьей Канцелярии». Очень не любит, когда его имя коверкают, называя «Бута» (яп. 豚) — это значит «свинья». Ворчлив, не любит чай Барона. Он постоянно ссорится с Тото, и их вражда стала похожа на обыденность. Но на самом деле Мута добрый и спокойный. Так же как и Барон, появляется ранее в аниме «Шёпот сердца». В мультфильме он признается, что одно из его имён — Нардамон.
Сэйю: Тэцу Ватанабэ
Натору (яп. ナトル Натору) — официальный уполномоченный представитель его Королевского Величества. От лица Королевского Величества предлагает Хару «проекты»: то мышей, то кошачью мяту, то кошачий рогоз, считая это наградой, о которой только можно мечтать. Однажды засадила двор дома Хару кошачьим рогозом, а её шкафчик набила красиво упакованными мышами в коробочках с ленточками, назвав это «бесчисленными благодатями».
Сэйю: Мари Хамада
Тото (яп. トト Тото) — огромный ворон, являющийся ожившей статуей ворона (за что его иногда в шутку называют «горгульей»). Помощник Барона, работает в «Кошачьей Канцелярии». Выполняет функции воздушного транспорта, перевозя Барона на своей спине и держа в лапах Муту. Любит тутовые ягоды и часто предлагает добавлять их в чай Барона.
Сэйю: Ёсукэ Сайто
Принц Лун (яп. ルーン Ру:н) — наследный принц кошачьего королевства. Был спасён Хару, за что его отец лично навестил Хару и выказал свою благодарность, обещая, что выдаст Хару замуж за своего сына и отблагодарит несколькими «проектами». Тайно влюблён в Юки, служанку при королевском дворце. Является командующим собственной армии.
Сэйю: Такаюки Ямада
Юки (яп. ユキ Юки) — служанка при дворце кошачьего королевства, невеста принца Луна. Однажды была спасена от голода Хару, которая накормила её тайяки. Помогает Хару и Барону выбраться из Королевства, зная, что может случиться впоследствии. Очень скромная, но элегантная, с розовым бантом на шее.
Сэйю: Аки Маэда
Кошачий Король (яп. 猫王 Мё:о:) — официальный титул: «Король Кошачьего Королевства, Король Среди Королей, Король Котов», отец принца Луна. Носит в качестве короны огромный синий сапфир, сверкающий как третий глаз и обладающий некими волшебными свойствами. Очень злопамятен и надменен, что делает его внешность ещё более отталкивающей. Имеет привычку никому не уступать и не держать обещания, нарушая их сразу же!
Сэйю: Тэцуро Тамба
Натори (яп. ナトリ Натори) — главный советник кошачьего короля, носит мантию и зелёное пенсне. Его память его немного подводит, но в общем он не так уж и безнадёжен. Умён и хитёр, знает больше, чем кажется на первый взгляд. Во всём поддерживает своего Короля, как и подобает советнику, раздаёт распоряжения и приказы своими словами с уст Короля.
Сэйю: Кэнта Сатои
Хироми (яп. ひろみ Хироми) — подруга Хару, учится с ней в одном классе. Хироми очень вспыльчивая и не любит задерживаться по пустякам — короче говоря, полная противоположность Хару, но всё-таки они находят общее между собой. Она часто болеет за своего друга, который играет в настольный теннис, прося Хару остаться после уроков за неё главной.
Сэйю: Хитоми Сато

## Музыка
| №   | Название                             | Длительность |
| --- | ------------------------------------ | ------------ |
| 1.  | «Opening»                            | 0:32         |
| 2.  | «Haru, Are You Awake?»               | 2:12         |
| 3.  | «The Encounter with Lune»            | 0:46         |
| 4.  | «Talking with Cats»                  | 1:40         |
| 5.  | «The Cat King's Parade»              | 1:20         |
| 6.  | «The Cat Returns»                    | 1:09         |
| 7.  | «Feeling Down After School»          | 1:15         |
| 8.  | «The Mysterious Voice»               | 0:36         |
| 9.  | «At the Crossroads»                  | 2:17         |
| 10. | «Following Muta»                     | 1:07         |
| 11. | «Welcome to the Cat Business Office» | 1:52         |
| 12. | «Kidnapped to Be the Prince's Bride» | 2:25         |
| 13. | «Is This the Kingdom of Cats?»       | 0:44         |
| 14. | «To the Cat King's Palace»           | 2:03         |
| 15. | «Am I a Cat?»                        | 1:06         |
| 16. | «The Cat Juggler's Rumba»            | 0:19         |
| 17. | «The Stomach Artist's Polka»         | 0:25         |
| 18. | «Waltz "Katzen Blut"»                | 1:39         |
| 19. | «I Am Humbert von Gikkingen»         | 3:16         |
| 20. | «Why Do I Have to Be the Bait!»      | 0:48         |
| 21. | «Escape from the Maze»               | 2:19         |
| 22. | «Lune and Yuki»                      | 2:40         |
| 23. | «Escape»                             | 4:34         |
| 24. | «I'm Home!»                          | 3:25         |
| 25. | «Kaze ni Naru (Like the Breeze)»     | 4:09         |
| 26. | «The Baron»                          | 4:22         |
| 27. | «The Cat King»                       | 4:03         |
| 28. | «Haru's Boogie-Woogie»               | 3:06         |
| 29. | «Pastorale»                          | 4:38         |
| 30. | «Haru's Memories»                    | 3:21         |

Токийский филармонический оркестр, дирижёр: Хироси Куманаги, фортепиано: Миюки Ито, фортепиано и челеста: Ёсико Хирано, аккордеон: Ёсиаки Сато, барабан: Нарукома Бихо, орган: Эри Ниияма, запись и сведение: Акихико Оно, Tokyo Opera City Concert Hall, май 2002, мастеринг: Кодзи Судзуки, Sony Music Studios. Кроме 26—30: Чешский филармонический оркестр, записано в Dvořák Hall, декабрь 2001.
| №  | Название                             | Длительность |
| -- | ------------------------------------ | ------------ |
| 1. | «Like the Breeze»                    | 4:41         |
| 2. | «Like the Breeze (Acoustic Version)» | 4:06         |

Музыка, слова, вокал, укулеле: Аяно Цудзи, аранжировка и бас-гитара: Такамунэ Нэгиси, акустическая гитара: Хирокадзу Огура, барабаны: Такаси Нумадзава, челеста и синтезатор: Тосибуми Сибата, перкуссия: Мариэ Ооиси, скрипка: Тиёко Кинбара, программирование: Рэнтаро Такаясу, запись: Такуо.

## Критика
Metacritic дал 70 баллов из 100 возможных на основании 11 рецензий. На Rotten Tomatoes рейтинг составляет 88 % на основе 24 критических обзоров. IGN включил The Cat Returns в топ-25 анимационных фильмов всех времён (23 позиция). 87 место в списке 100 лучших аниме фильмов согласно журналу Paste.
Джонатан Клементс и Хелен Маккарти в энциклопедии обратили внимание, что романтику данного аниме можно сравнить с «Ходячим замком» и, наиболее очевидно, с Catnapped!, где также есть дети, которые должны сбежать из кошачьего мира, прежде чем они окажутся там навсегда. The Cat Returns — прекрасно сделанный фильм, он мог быть большим достижением для других студий, но считается лишь второстепенной работой Ghibli, уступая под напором её лучших творений. Присутствует небольшая сюжетная отсылка на «Шёпот сердца», но нет необходимости смотреть это сначала, чтобы насладиться остальным.
Борис Иванов в рецензии на кинопортале Film.ru поставил высокую оценку 8 из 10 баллов. По его словам, худшую дату для премьеры было трудно придумать — «Возвращение кота» вышло в прокат всего через 4 месяца после того, как «Унесённые призраками» Хаяо Миядзаки получили премию «Оскар» как лучший анимационный фильм. Оба аниме были созданы Studio Ghibli и рассказывали о японской девочке во враждебном сказочном мире, поэтому картины нельзя не сравнивать. Итог оказывается не в пользу «Возвращения», неслучайно многие разочарованные поклонники объявили фильм Мориты неудачным и несущественным проектом. Когда эйфория от триумфа Миядзаки ушла, стало ясно, что это было слишком категорично. Фильм действительно хуже «Унесённых призраками»: более грубые графика и анимация, не та изобретательность сценаристов, менее колоритные персонажи, не запоминающаяся музыка. Лишь юмор спасает положение. Это простая сказочная комедия для девочек, которым нравятся кошки и приятно одетые парни с хорошими манерами. Если смотреть на «Возвращение кота» без привязки к Ghibli, то получается смешная, очаровательная и душевная картина — не глубокая, не особенно драматичная, но весьма увлекательная. Держаться от неё подальше стоит лишь людям, которые разделяют ненависть к кошкам. Главный недостаток заключается в том, что аниме не вполне осознаёт, в чём его мораль. Хару оказывается довольно пассивной героиней, спасением которой занимаются Барон и Мута. Вынужденное путешествие в страну кошек должно научить девушку верить в свои силы, но она не так сильна, чтобы справиться в одиночку. Отсюда ключевая мысль — прислушиваться к другим, стараясь сделать им приятное. Также ленту можно критиковать за то, что Барон — ожившая статуэтка, но об этом легко забыть. В целом, фильм не может состязаться с шедеврами Ghibli, но сделан вполне достойно, а для нэко-отаку является лучшим подарком на Новый год и День святого Валентина.
THEM Anime дал четыре звезды из пяти. Когда дело доходит до работ Studio Ghibli, то ожидается определённый уровень качества. Если он меньше, чем требуется, это считается разочарованием. Нельзя сказать, что The Cat Returns — фаворит, но на фильм не получится навесить отрицательный ярлык. Показаны детальные сцены Токио, где даже можно узнать некоторые улицы. С другой стороны, есть волшебное кошачье царство, где всё удивительно сюрреалистично. Местами присутствует компьютерная анимация, однако здесь нет необычных эффектов. Музыкальное сопровождение лёгкое, причудливое и не бывает чрезмерным. Что касается недостатков, которые портят общее впечатление, это персонажи. Главная героиня Хару не проработана, невыразительна и неинтересна. Тема её личностного роста на протяжении всего фильма совершенно неактуальна. Злодей стереотипный и эгоистичный, он никому не понравится. Барон и Мута колоритны, прекрасны и вызывают восхищение. Вероятно, аниме получилось бы намного лучше, сосредоточившись только на них. Сюжет лишён основной мысли. Но если не обращать внимание и просто наслаждаться весёлой и взбалмошной фэнтезийной поездкой, тогда выйдет гораздо лучший сеанс. В целом, это достойное дополнение к каталогу Ghibli, развлечение для всей семьи и неплохой способ провести час за просмотром. Также рекомендуются «Шёпот сердца», «Мой сосед Тоторо» и «Ведьмина служба доставки».